# Earl of Aldborough

Wappen des Earl of Aldborough

Earl of Aldborough, of the Palatinate of Upper Ormond, war ein erblicher britischer Adelstitel in der Peerage of Ireland.

## Verleihung und nachgeordnete Titel
Der Titel wurde am 9. Februar 1777 für den irischen Politiker John Stratford, 1. Viscount Aldborough, geschaffen. Zusammen mit dem Earldom wurde ihm der nachgeordnete Titel Viscount Amiens verliehen. Ihm waren bereits am 21. Mai 1763 der Titel Baron Baltinglass, of Baltinglass in the County of Wicklow, und am 22. Juli 1776 der Titel Viscount Aldborough, of the Palatinate of Upper Ormond, verliehen. Alle genannten Titel gehörten zur Peerage of Ireland und erloschen schließlich beim kinderlosen Tod seines Enkels, des 6. Earls, am 19. Dezember 1875.

## Liste der Earls Aldborough (1777)
- John Stratford, 1. Earl of Aldborough (1697–1777)
- Edward Stratford, 2. Earl of Aldborough (1736–1801)
- John Stratford, 3. Earl of Aldborough (um 1740–1823)
- Benjamin Stratford, 4. Earl of Aldborough (um 1746–1833)
- Mason Stratford, 5. Earl of Aldborough (1784–1849)
- Benjamin Stratford, 6. Earl of Aldborough (1808–1875)